# Arrenurus elongatus
Arrenurus elongatus är en kvalsterart som först beskrevs av Marshall 1924.  Arrenurus elongatus ingår i släktet Arrenurus och familjen Arrenuridae. Inga underarter finns listade i Catalogue of Life.